# 胡卢西·阿卡尔
胡盧西·阿卡爾（土耳其語：Hulusi Akar；1952年3月12日—）是現任土耳其國防部長，同時也是土耳其軍隊四星上將並曾經擔任第29任土耳其參謀總長。
阿卡爾曾擔任旅級指揮官參加北大西洋公約的多項軍事任務，包括參加駐阿富汗國際維和部隊對抗塔利班、在波士尼亞戰爭期間參與過1995年北约轰炸波黑和在科索沃戰爭期間參加過科索沃武裝力量。而除了北約的軍事任務之外，也領導土耳其介入敘利亞內戰和利比亞內戰等區域性衝突並主導了俄羅斯-土耳其代理人戰爭和土耳其涉入敘利亞內戰。

## 早年生活和教育
阿卡爾於1952年出生在土耳其開塞利。他於1972年畢業於土耳其軍事學院，並於1973年畢業於土耳其步兵學院。1975年，他進入貝爾法斯特女王大學攻讀國際外交研究生。 1982年毕业于陆军指挥参谋学院，1987年毕业于美軍參謀学院（現美國聯合部隊參謀學院）。

## 軍旅生涯

### 早期發展
阿卡爾擔任了多個單位、總部和土耳其總參謀部的連隊主官。他還曾在陸軍指揮參謀學院任教，並於1990-1993年奉派國外，擔任那不勒斯北約聯軍司令部情報部門的參謀。自1993年到1994年，他擔任陸軍司令部的軍事助理，並擔任首席新聞官。後來，他於1994年至1997年繼續擔任土耳其武裝部隊司令官的職務。1997年至1998年，他被任命為土耳其旅泽尼察/波斯尼亞地區的指揮官。
1998年晉升准將後，他擔任國內安全旅旅長兩年，然後從2000年至2002年擔任AFSOUTH的計劃和政策負責人。在2002年晉升為少將之後，他擔任了軍事學院院長三年，隨後擔任了陸軍指揮參謀學院院長長達兩年，直到2007年。
2009年-2011年，他晉升為中將並身兼陸軍後勤指揮官，並且指揮北約快速部署部隊，土耳其和第三軍（土耳其）。隨後他於2011年再度晉升其軍階後，於2011年至2013年擔任土耳其總參謀部副主任，並於2013年至2015年擔任土耳其陸軍總司令。

### 參謀總長

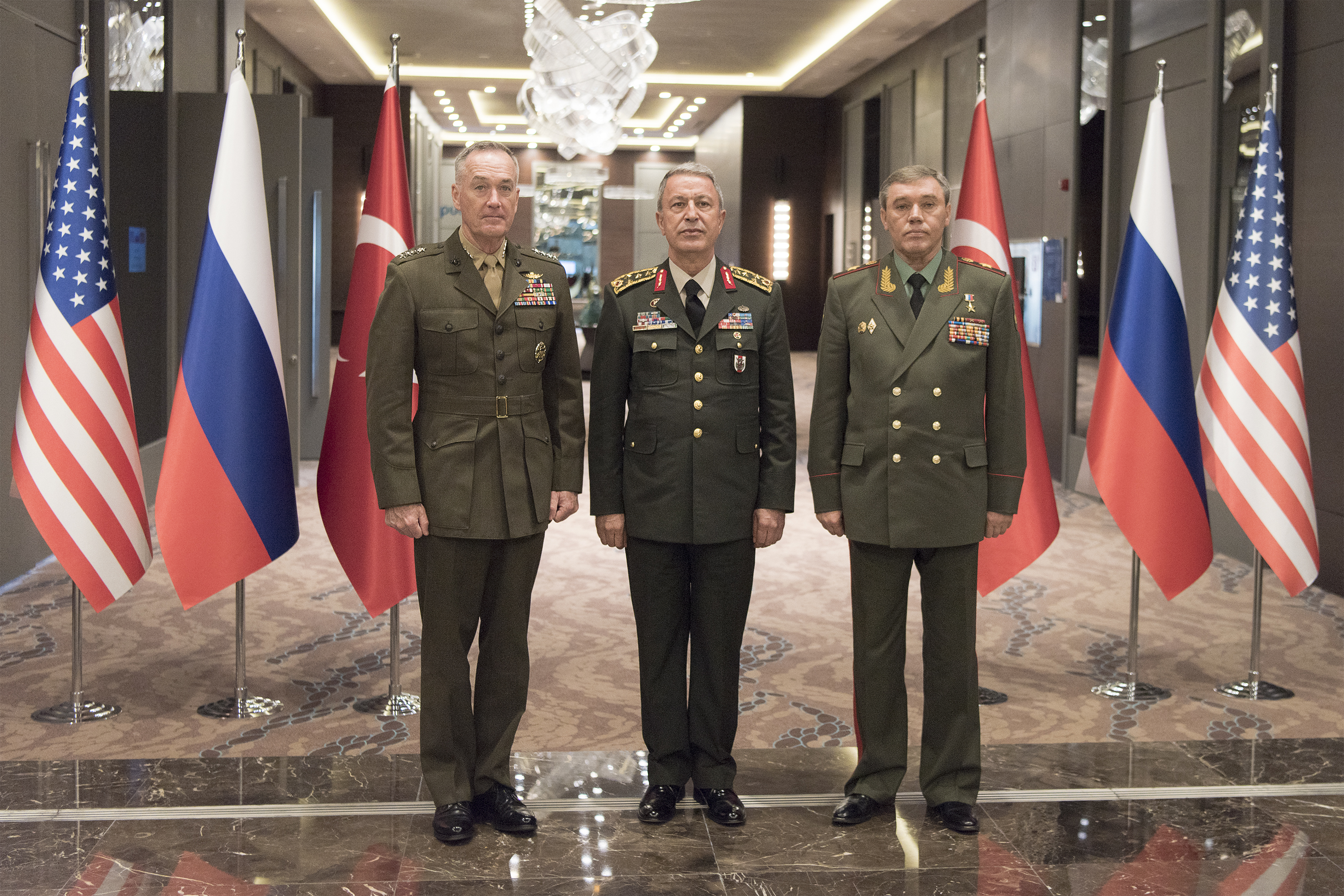
2017年3月6日，格拉西莫夫(右)、鄧福德(左)和阿卡爾(中)在會議中討論敘利亞北部的局勢。

2015年8月5日，土耳其总统府发言人易卜拉欣·卡林宣布，经过连续３天的土耳其最高军事委员会会议，總統埃爾多安宣布胡卢西·阿卡尔为土耳其新任参谋總长，並於2015年8月18日就職。
2016年土耳其政變期間，阿卡爾於7月15日被叛軍綁架為人質，並被叛軍帶到安卡拉的Akıncı空軍基地（現為莫泰德空軍基地）關押，親政府部隊直到7月16日凌晨才重新控制空軍基地並將他救出。根據《經濟學人》報導，阿卡爾當時被助手們告知要簽署土耳其戒嚴令和國家緊急狀態宣言(sıkıyönetim)。當他拒絕時，叛軍在他的脖子上環繞並拉緊帶子，但他仍不屈服。
阿纳多卢通讯社聲稱救援行動在歐洲東部夏令時間(EEST)2016年7月16日02:45展開，然而有線電視新聞網土耳其語頻道指出營救時間應為EEST 07:45左右。在阿卡爾被叛軍俘虜期間，第一陸軍司令烏米特·鄧達將軍擔任代理參謀總長。在阿卡爾被釋放後，他的證詞表示他的綁架者之一曾於政變期間試圖與涉嫌參與政變的法图拉·居连通話。

2016年，阿卡爾領導了幼發拉底之盾行動，土耳其對敘利亞的伊斯蘭國、敘利亞民主力量和各種支持庫德獨立運動的庫德武裝集團進行了軍事干預。

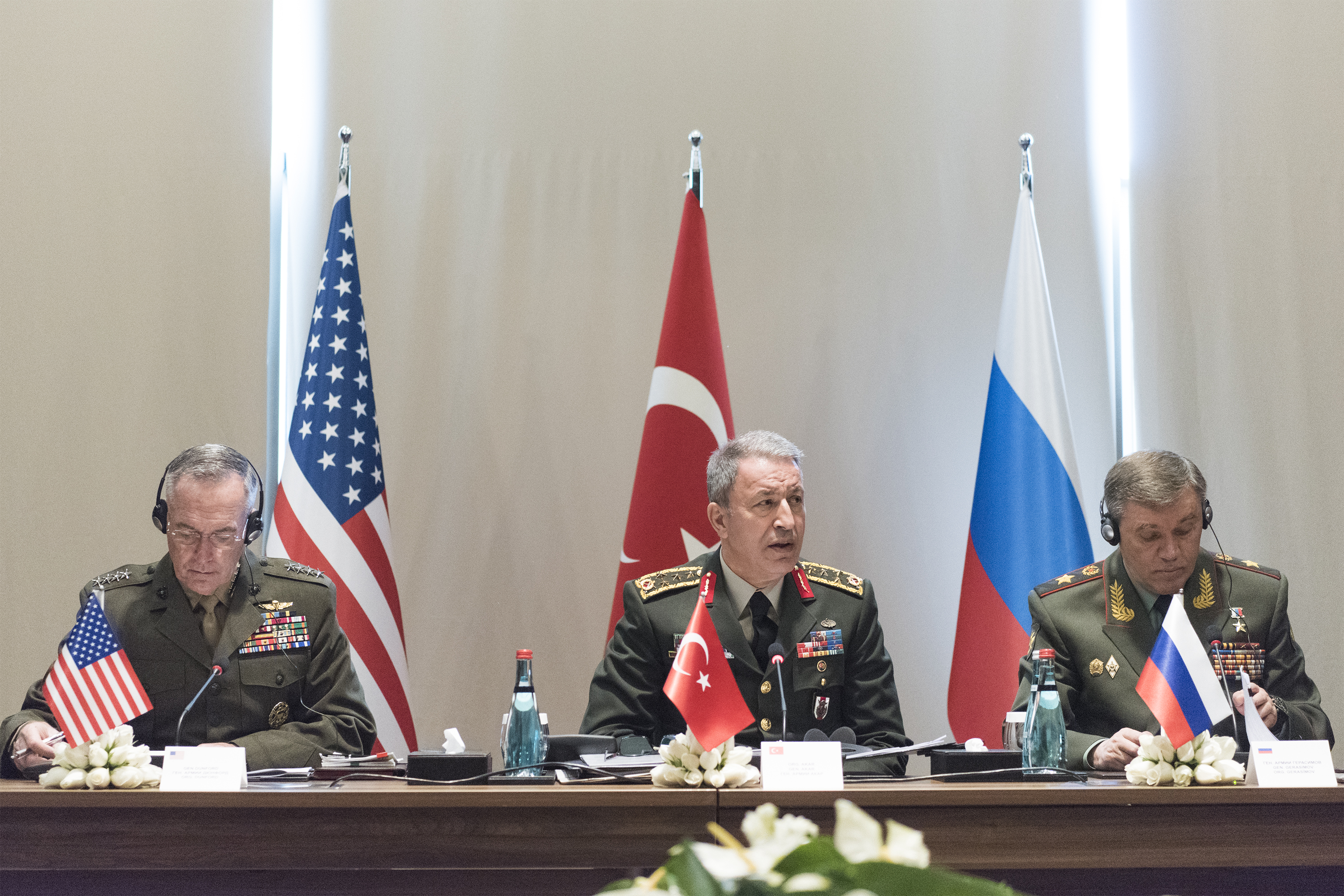
2017年3月，邓福德(美國)、阿卡爾(土耳其)和格拉西莫夫(俄羅斯)一同討論他們國家在敘利亞北部的軍事行動。

### 國防部長
2018年7月9日，土耳其總統埃爾多安任命阿卡爾為土耳其國防部長。這是土耳其歷史上第一次有民選政府任命現役軍官擔任這一職務。
2020年3月1日，阿卡爾宣布要在叙利亚伊德利卜省对叙利亞政府军发起代號為春之盾的軍事行動，以回應2月27日敘利亞政府軍導致土軍重大傷亡的空襲事件。 阿卡爾在土敘邊境視察時表示，土耳其从2月27日起就成功地展开“春之盾行动”，制止残暴叙利亚总统巴沙尔政权的屠殺，「已有约2200名叙利亚政府军、一架无人机、8架直升机、103部坦克车、10挺榴弹炮、3套防空系统遭到消灭」，土耳其方面希望在叙利亚實現持久停火和稳定， 避免激进化和平民流离失所的情况继续下去。他同時也希望俄方能够發揮影響力制止叙利亚政府在伊德利卜的行动，並且依據之前協議讓敘軍撤離土、敘邊界地區。
在2020年7月對2020年7月亞美尼亞-亞塞拜然武裝衝突作出反應時，阿卡爾說：「我們土耳其將繼續與亞塞拜然武裝力量站在一起，為亞塞拜然兄弟提供援助以對抗亞美尼亞，並繼續採取積極的支持態度。」
2020年12月9日，土耳其總統雷傑普·塔伊普·艾爾多安與其夫人埃米內·艾爾多安、外交部長梅夫呂特·恰武什奧盧、國防部長胡盧西·阿卡爾及數名官員搭機抵達巴庫蓋達爾·阿利耶夫國際機場一同參加2020年巴庫勝利閱兵以慶祝和土耳其關係密切的亞塞拜然在2020年納戈爾諾-卡拉巴赫戰爭中取得了對亞美尼亞的勝利。

## 個人生活
胡盧西·阿卡爾和營養學家Şule Akar結婚並擁有2個小孩。

## 獲獎
- 土耳其軍隊榮譽勳章
- 土耳其軍隊傑出的勇氣和自我犧牲精神勳章
- 土耳其軍隊傑出服務勳章
- 功績勳章（美國）
- 保國勳章（韓國）
- 亞塞拜然軍事合作傑出服務獎